# Eusterinx armata
Eusterinx armata är en stekelart som först beskrevs av William Harris Ashmead 1902.  Eusterinx armata ingår i släktet Eusterinx och familjen brokparasitsteklar. Inga underarter finns listade i Catalogue of Life.